# Слендермен

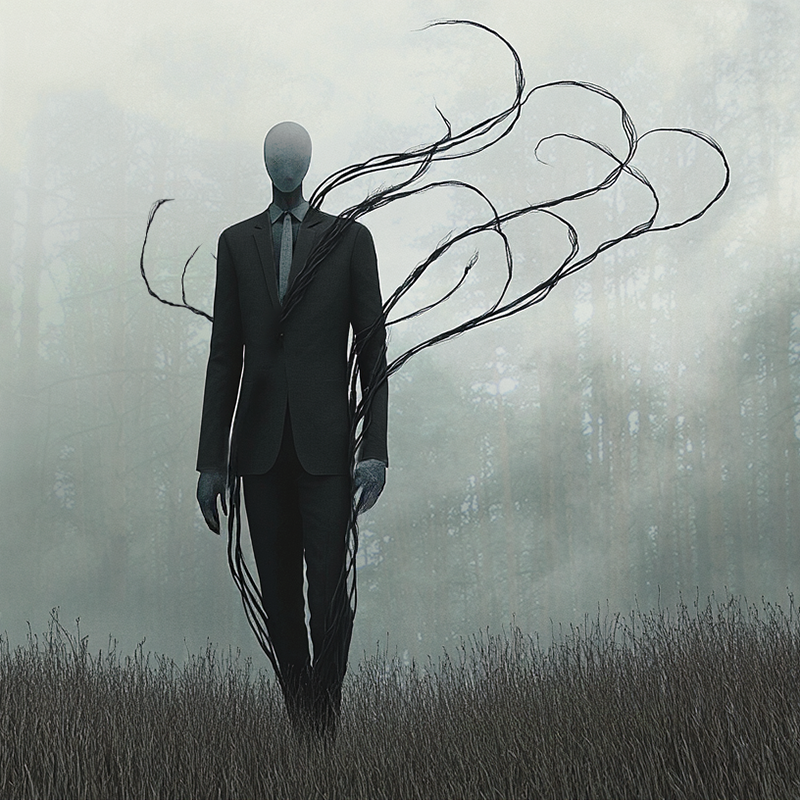
Художнє зображення Тонкої людини

Тонка людина (англ. The Slender Man, Slenderman, Slender), також Слендермен, Слендер, Худа (Висока) людина, Оператор (у Marble Hornets) — персонаж, створений учасником інтернет-форуму Something Awful Еріком Кнудсеном у 2009 як наслідування персонажів міських легенд; худа безлика людиноподібна істота з непропорційно довгими кінцівками, що переслідує та викрадає людей. Як інтернет-мем, Тонка людина набула широкої популярності, породивши ряд оповідань, зразків фан-арту, косплею і ставши персонажем комп'ютерних та мобільних відеоігор.

## Образ
Тонка людина — це людиноподібна істота високого зросту з непропорційно довгими кінцівками. Її характерна риса — безлика біла голова. Іноді стверджується, що кожен, хто зустрічає Тонку людину, бачить її обличчя по-своєму. Часто Тонка людина одягнена в піджак із білою сорочкою і краваткою. З її тіла можуть рости щупальця.
Істота переслідує та мучить випадкових дітей, а наостанок заманює їх у ліс, щоб убити. Жертви поступово опиняються під впливом Тонкої людини. Спершу в них розвивається параноя, жахливі сновидіння, починає йти з носа кров. Далі Тонка людина змушує жертву прийти в ліс і забирає її.
Серед людей Тонка людина здатна обирати довірених осіб (так званих Проксі), які діють від його імені.
Тонка людина має простий і водночас впізнаваний образ, який легко відтворити. Завдяки цьому твори про Тонку людину легко поширювати як копіпасту у формі тексту, фото чи відео. Це дозволило Тонкій людині швидко стати вірусним мемом і розробити легендаріум, що постійно розширюється. А деталь про Проксі забезпечує стирання межі між реальністю та міфом.
Фольклорні викрадачі дітей давнини пов'язані з практикою покидати в лісі дітей, яких дорослі не могли прогодувати. Історії про надприродних лиходіїв, які забирають дітей, слугували тут виправданням. Тонка людина осучаснює образ викрадача. Ця істота втілює поглинаючу силу інтернету, страх дорослих перед тим, що їхні діти можуть займатися в інтернеті тим, що дорослі не контролюють.

## Історія

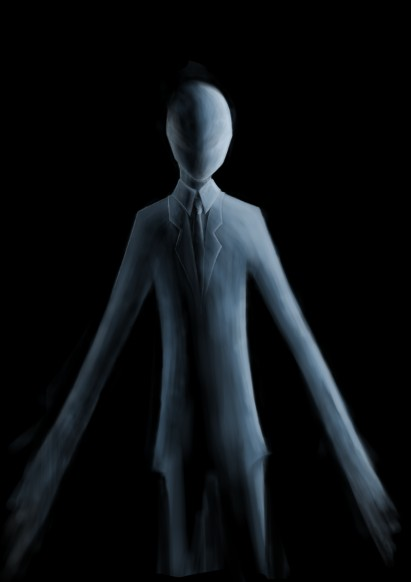
Художнє зображення Тонкої людини

### Виникнення образу
Тонка людина вперше з'явилася на чорно-білому зображенні, відредагованому в Photoshop, у гілці форуму Something Awful, присвяченій моторошним історіям. Зображення призначалося для конкурсу фотомонтажу. Автор, користувач форуму Віктор Сурдж (справжнє ім'я Ерік Кнудсен), виклав дві фотографії дітей, які нібито загинули в 1983 році під час таємничої пожежі в бібліотеці. На фоні фото можна помітити нечітку темну високу постать зі щупальцями, одягнену в чорний піджак.
Під першим фото був підпис:
|                                              | Нам не хотілося йти, не хотілося їх убивати, але його наполеглива тиша і розпростерті руки жахали і втішали водночас… |
| — 1983, фотограф невідомий, ймовірно мертвий | |

Під другим фото містився підпис:
|                                                                       | Одна з двох знайдених фотографій пожежі в міській бібліотеці Стірлінга. Відома тим, що її зняли в день, коли зникли чотирнадцять дітей, і тим, що називають «Тонкою людиною». Деформації офіційно названі дефектами плівки. Пожежа в бібліотеці сталася через тиждень. Реальна фотографія вилучена як доказ. |
| — 1986 рік, фотограф: Мері Томас, зникла безвісти 13 червня 1986 року | |

Кнудсена надихнули на створення Тонкої людини насамперед вебоповідання «Той підступний звір» Зака Парсонса, «Імла» Стівена Кінга, свідчення про людей-тіней, Людину-метелика та Божевільного Гассера з Маттуна. Іншими джерелами натхнення для персонажа слугували Високий чоловік із фільму «Фантазм», зображення письменника Говарда Лавкрафта, виконане Вільямом Берроузом, і відеоігри Silent Hill і Resident Evil. Схожі персонажі фігурували раніше в серіалі «Баффі, переможниця вампірів». Тонку людину нагадують легендарні люди в чорному, та супергерой DC Comics Запитання, чиє справжнє ім'я Віктор Сейдж, схоже на псевдонім Кнудсена «Віктор Сурдж».
Дослідниця сучасного фольклору Шира Чесс, професорка Університету Джорджії, у своїй книзі «Фольклор, історії жахів і Тонка людина: розвиток інтернет-міфології» пов'язала Тонку людину з осучасненим образом фей, які викрадають людей. Як і феї, Тонка людина не має чіткого вигляду, живе в лісах і диких місцях і викрадає дітей.

### Розвиток
Основи образу Тонкої людини сформувалися на Something Awful через наслідування творчості Віктора Сурджа. Потім користувач форуму, підписаний Thoreau-Up, створив псевдофольклорну історію про персонажа «Der Großman», нібито записану в Німеччині XVI ст., що була раннім свідченням про Тонку людину. Тонка людина стала інтернет-мемом, що поширився на таких ресурсах, як 4Chan і Reddit. Легенда про цю істоту розвивалася в міру того, як нові автори писали власні тексти, в яких докладно описували напади Тонкої людини на дітей.
Суттєве доповненням надав проєкт «Мармурові Шершні» (Marble Hornets). Користувач «ce gars» у темі Something Awful описав історію про Алекса Крейлі, який буцімто знімав відео з серії «Мармурових шершнів» і зафільмував Тонку людину. Станом на 2013 рік «Мармурові Шершні» мали понад 250 тис. підписників і 55 млн переглядів. Після цього з'явилися інші серіали на YouTube, присвячені Тонкій людині, як «EverymanHYBRID» і «TribeTwelve».

### Справа Слендермена
У травні 2014 році в окрузі Вокеша, штат Вісконсин, США, легенда про Тонку людину стала обґрунтуванням для злочину. Двоє 12-річних дівчат, Анісса Вейєр і Морган Гейзер, заманили свою подругу Пейтон Лойтнер у ліс і завдали їй 19 ударів ножем. Пейтон вижила і доповзла до дороги, де її знайшов проїжджий мотоцикліст. Нападниці були засуджені до ув'язнення. Гейзер стверджувала, що подругу треба було вбити з метою довести вірність Тонкій людині, щоб істота лишила нападницю живою. У вересні 2017 року Гейзер визнали неосудною через шизофренію, хоча вона визнала свою вину, як і Веєр. Вейєр призначили лікування щонайменше на 3 роки з подальшим наглядом до віку 37 років. Гейзер призначили лікування та нагляд до віку 40 років. У вересні 2021 Вейєр звільнили з лікарні.
Фільм «Слендермен» (2018) зазнав цензури, щоб уникнути паралелей зі «Справою Слендермена». Батько однієї з нападниць закликав не популяризовувати реальну трагедію через фільм.
«Справа Слендермена» спричинила панічні настрої в США, поширення побоювань, що діти й підлітки скоюватимуть інші злочини під впливом історій про Тонку людину. Стурбовані батьки та інші обурені групи закликали закрити сайти, які містять вигадки про Тонку людину.

## Відсилання в популярній культурі

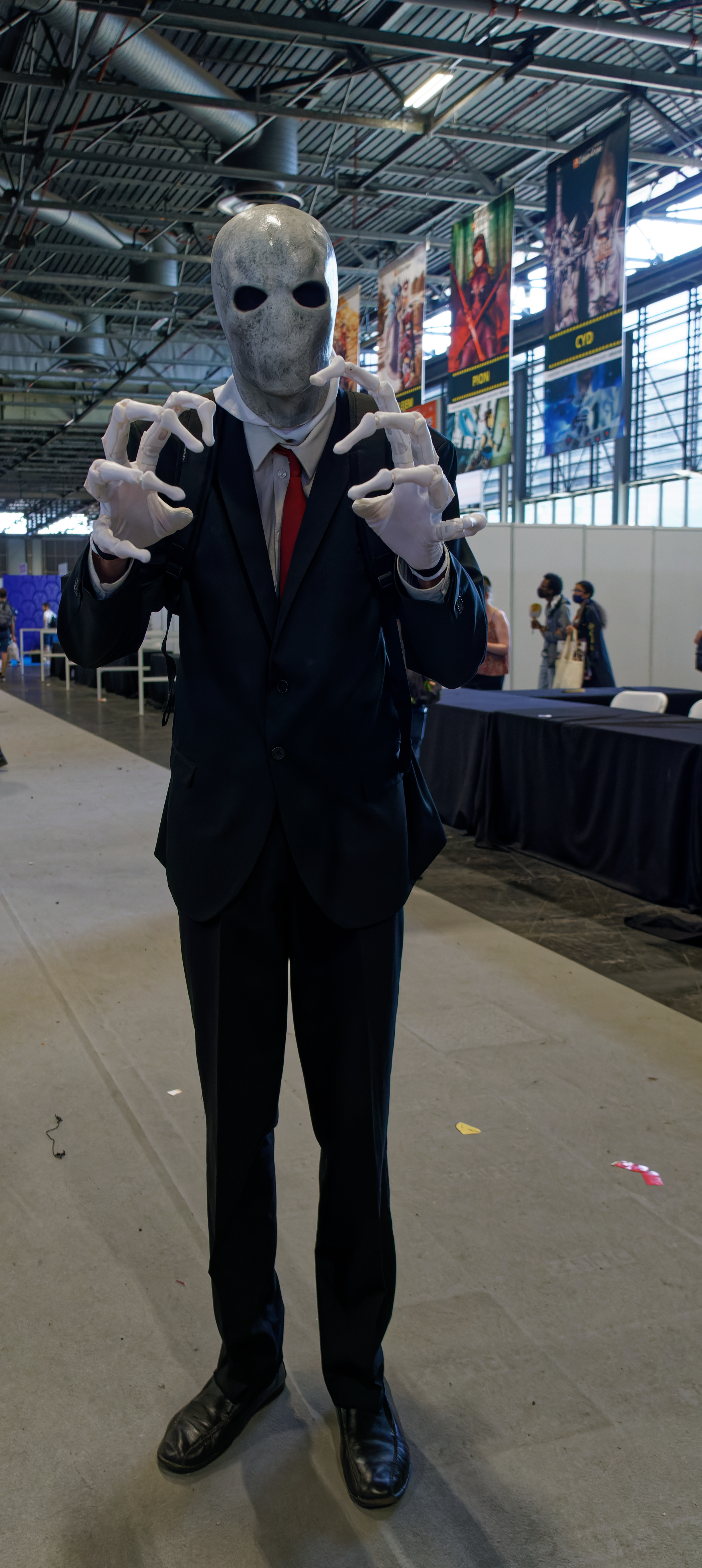
Косплей Тонкої людини

### Кінематограф
- Відсилання до Тонкої людини з'явилося в одному з випусків серіалу «Надприродне» 4 березня 2014. Показаний там персонаж (його називали Thin Man) має безліч рис подібності, хоча і використовує як зброю ніж і трохи інакше виглядає. За версією творців серіалу, істота була плодом «командної гри» двох схиблених на паранормальних явищах хлопців[22].
- В українському серіалі «Реальна містика» в епізоді «Довга людина» лиходій крав дітей, переодягнувшись Слендерменом[23].
- У фільмі «Дім дивних дітей» антагоністи, «порожняки», перетворюються на істот, схожих на Тонку людину, та мусять їсти дитячі очі, щоб цього не сталося[24].

### Відеоігри
- У відеогрі Minecraft присутній моб під назвою Ендермен (Enderman, укр. Мандрівник Краю) — дуже висока чорношкіра істота з довгими руками, що нагадує Слендермена[25]. Деякі гравці також відзначали схожість з ним іншої істоти, якої, за твердженнями, ніколи не було в грі, — міфічного моба Геробріна, що, за легендою, з'являється в тумані і лякає гравця, стаючи за його спиною. Крім того, користувачами було створено кілька модів, що додають Тонку людину в гру[26][27].
- У грі XCOM: Enemy Unknown існує противник під назвою «Тонка людина» (англ. Thin Man) — рептилоїд, що маскується під дуже худу й гнучку людину в діловому костюмі[28].
- В Watch_Dogs на вулицях Чикаго можна побачити кілька графіті зі стилізованим зображенням блідого чоловіка в чорному одязі, без носа, рота, вух, волосся і з заштрихованими очима[29].
- Головний антагоніст відеогри Little Nightmares 2 зветься Тонкою людиною та має схожий вигляд[30].